# Saint-Maurice-de-Rotherens
Saint-Maurice-de-Rotherens ist eine Commune déléguée in der französischen Gemeinde Saint-Genix-les-Villages mit 225 Einwohnern (Stand 1. Januar 2022) im Département Savoie in der Region Auvergne-Rhône-Alpes.

## Geographie

### Lage
Saint-Maurice-de-Rotherens liegt am Westrand des Départements auf 688 m, etwa 18 km westlich der Präfektur Chambéry, 69 km ostsüdöstlich der Stadt Lyon und 48 km nördlich der Stadt Grenoble (Luftlinie). Nachbargemeinden von Saint-Maurice-de-Rotherens sind Loisieux im Norden, Saint-Pierre-d’Alvey und Gerbaix im Osten, Sainte-Marie-d’Alvey im Süden, Gresin im Südwesten sowie Champagneux im Nordwesten.

### Topographie
Die Fläche des 8,17 km² großen Gebiets der Commune déléguée umfasst einen Abschnitt des Avant-Pays savoyard, des von sanften Erhebungen geprägten savoyischen Vorlandes zwischen dem Grenzfluss Rhone und dem Südende der Hauptantiklinalen des Jura. Die Commune déléguée erstreckt sich über einen Bergrücken, der sich südlich an den 877 m hohen Mont Tournier anschließt und bis auf etwa 400 m abfällt. Dieser bildet im Westen eine abrupt abfallende, in Nord-Süd-Richtung verlaufende Geländestufe, dessen Oberkante die westliche Grenze der Commune déléguée markiert. Durch die Lage auf einem Bergrücken aus porösem Kalksteinboden treten innerhalb der Commune déléguée fast keine oberirdischen Fließgewässer auf. Der Boden der Commune déléguée ist etwa zur Hälfte von Waldstücken bedeckt, die andere Hälfte dient landwirtschaftlichen Zwecken und besteht aus Feldern und Wiesen.

### Gemeindegliederung
Das Siedlungsgebiet der Commune déléguée Saint-Maurice-de-Rotherens gliedert sich in drei Teile:
- Le Borgey (700 m) im Norden
- Les Rives (692 m) im Nordwesten und
- Beyrin (642 m), der eigentliche Ortskern im Zentrum des Gemeindegebietes.

Im Süden liegen einige weitere verstreute Weiler.

## Geschichte

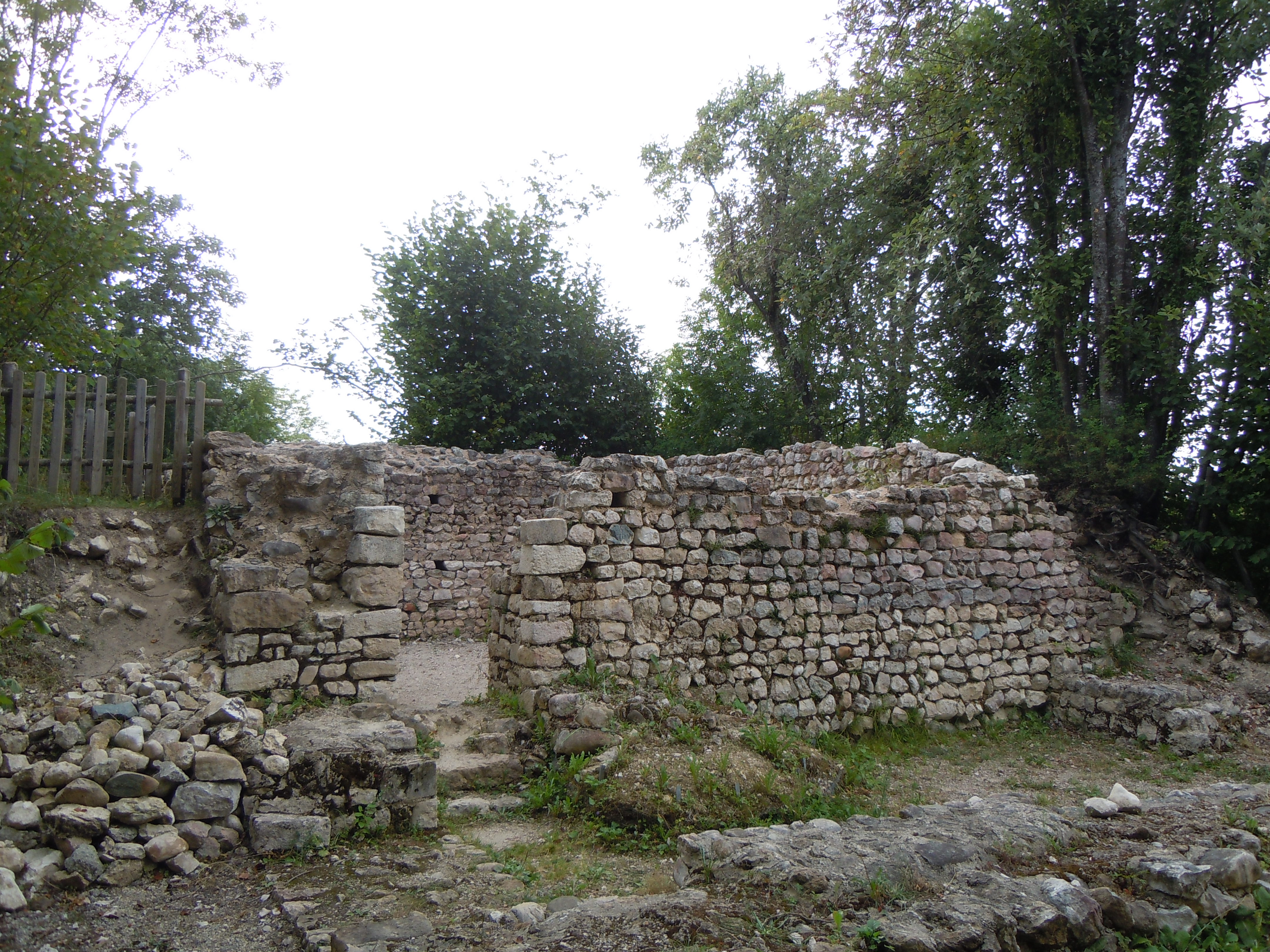
Ruinen des Château de Conspectus

Die nach dem heiligen Mauritius benannte Pfarrei wurde erstmals 1060 zur Zeit des Hochmittelalters urkundlich erwähnt. Damals und während der darauffolgenden Jahrhunderte diente der zugehörige Herrschaftssitz, das Château de Conspectus, zur Lokalisierung des Dorfes in Erwähnungen wie Ecclesia Sancti Mauricii sita juxta castrum nomine Conspectum
und Saint-Maurice de Conspet. Der Namenszusatz „de Rotherens“ erschien erst im 17. Jahrhundert.
Seit dem Mittelalter bestand in Saint-Maurice eine kleine Herrschaft unter der Oberhoheit der Grafen von Savoyen, die 1602 zum Marquisat erhoben wurde und später in den Besitz der Herren von Beauregard gelangte.
Die Gemeinde Saint-Maurice-de-Rotherens wurde am 1. Januar 2019 zusammen mit Saint-Genix-sur-Guiers und Gresin zur Commune nouvelle
Saint-Genix-les-Villages zusammengeschlossen. Sie hat seither des Status einer Commune déléguée. Sie gehörte zum Kanton Bugey savoyard im Arrondissement Chambéry und war Mitglied im Gemeindeverband Val Guiers.

## Sehenswürdigkeiten

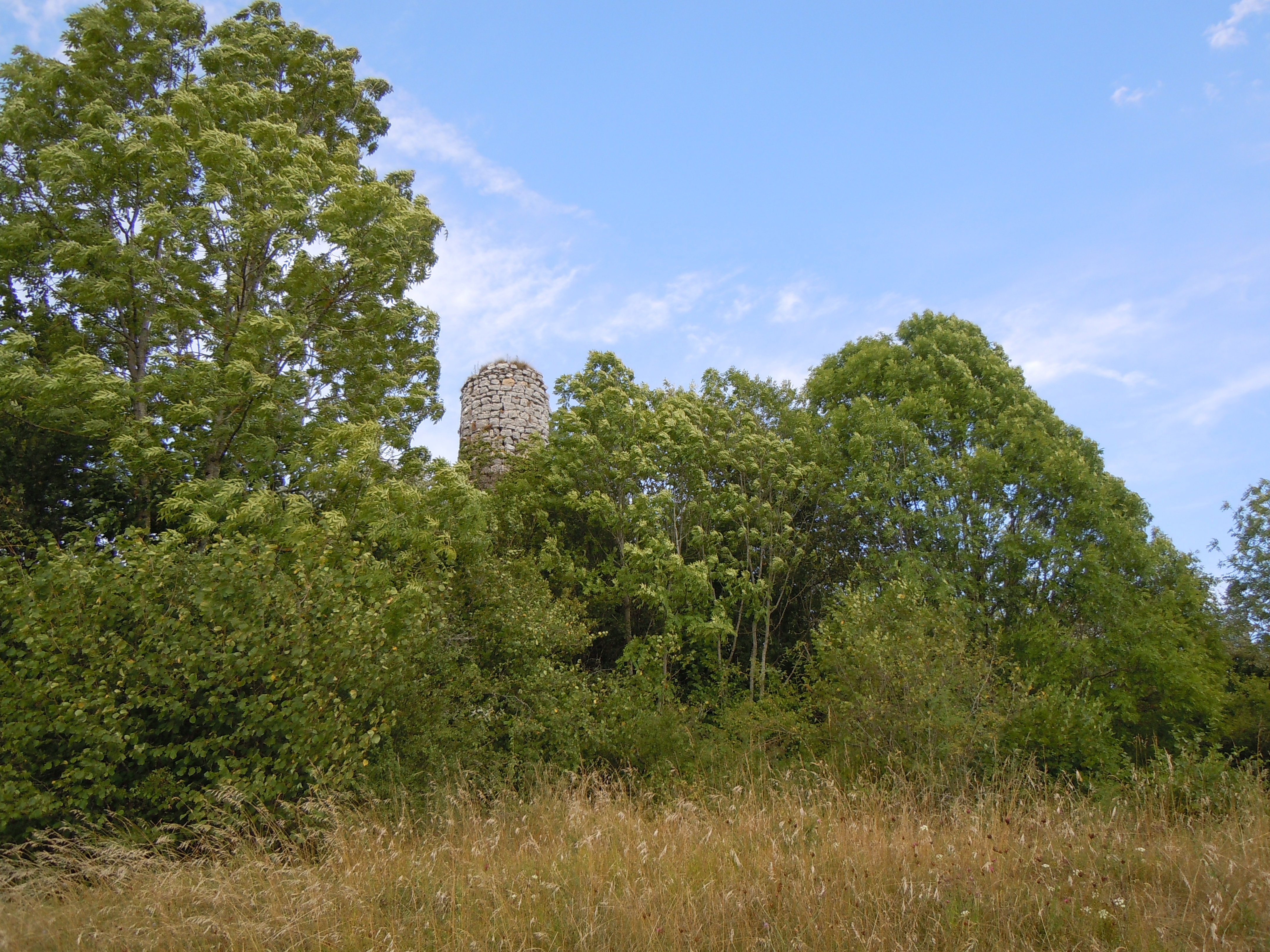
Übriggebliebener Wehrturm des Château de Mauchamp

Vom Château de Conspectus aus dem 11. Jahrhundert sind noch Teile der Grundmauern erhalten. Nach einem Brand im 14. Jahrhundert wurde es nicht wieder aufgebaut, und seine Ruine steht heute in einem Waldstück östlich des Ortskerns. Die damaligen Herren von Saint-Maurice verlegten stattdessen den Herrschaftssitz auf eine Erhebung oberhalb von Gresin und errichteten dort das Château de Mauchamp. Von dem mittelalterlichen Bau ist noch ein Wehrturm erhalten.

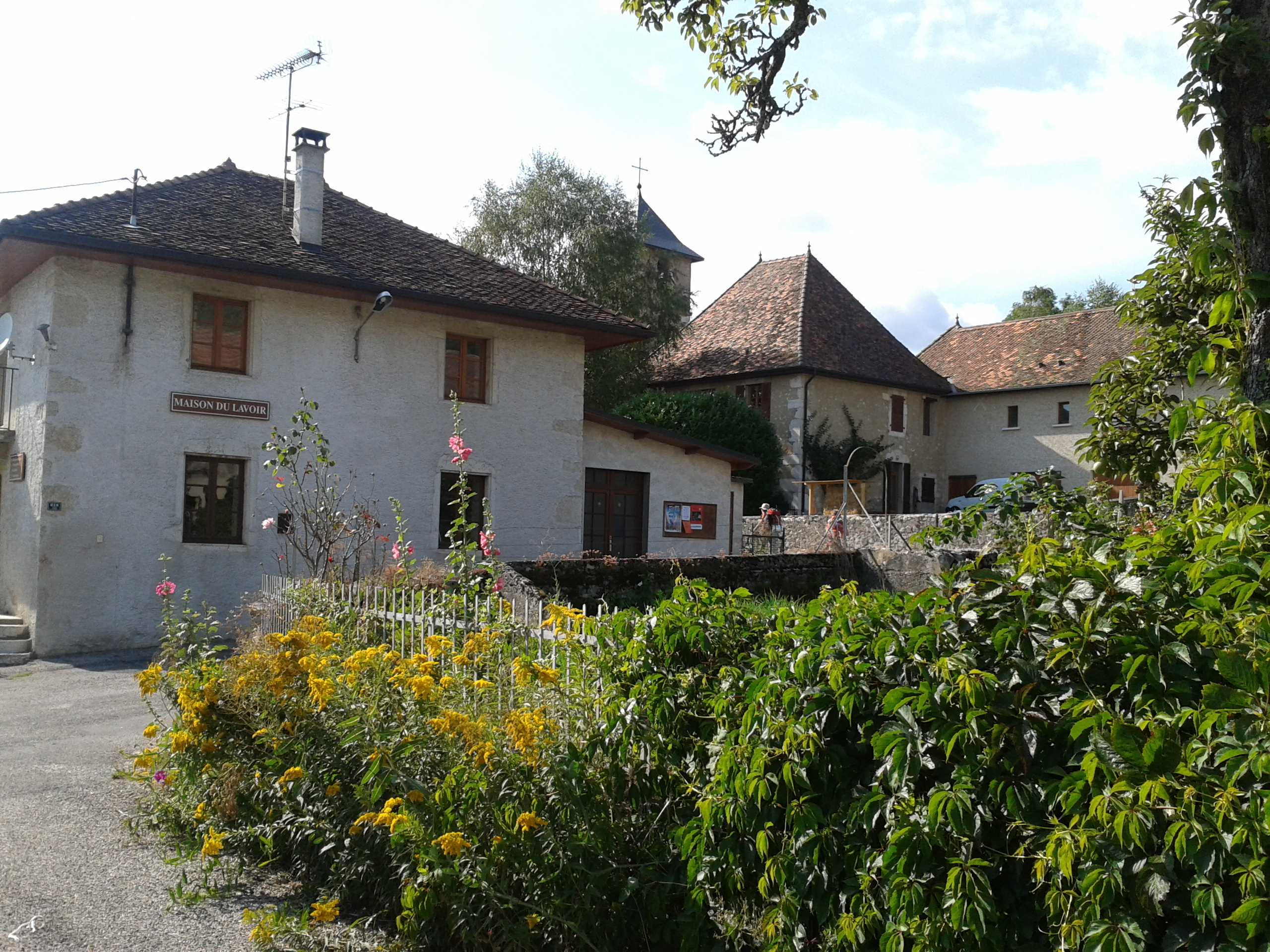
Häuser im Zentrum von Saint-Maurice, darunter ein Waschhaus (Lavoir)

Direkt beim Bürgermeisteramt (mairie) befindet sich das Radio-Musée Galletti. Das kleine Museum erinnert an Roberto Galletti Di Cadilhac, der 1912 in Champagneux eine Anlage zur Telegraphie per Funk errichtete, die zu Beginn des Ersten Weltkriegs von der französischen Armee requiriert wurde.
Mehrere Wanderwege erschließen den Bergrücken des Mont Tournier, darunter der Jakobsweg Via Gebennensis, der von Genf nach Le Puy führt und dort an die Via Podiensis anschließt. An mehreren Stellen bietet sich ein Panorama über das Rhonetal.

## Bevölkerungsentwicklung
| Jahr | Einwohner |
| ---- | --------- |
| 1962 | 199       |
| 1968 | 192       |
| 1975 | 185       |
| 1982 | 143       |
| 1990 | 163       |
| 1999 | 166       |
| 2006 | 160       |
| 2011 | 218       |

Mit 215 Einwohnern (Stand 1. Januar 2016) gehörte Saint-Maurice-de-Rotherens zu den kleinen Gemeinden des Département Savoie. Nachdem die Einwohnerzahl über 150 Jahre seit dem Anschluss Savoyens an Frankreich rückläufig war (1861 wurden noch 406 Einwohner gezählt), wurde erst vor einigen Jahren wieder eine Bevölkerungszunahme verzeichnet. Die Ortsbewohner von Saint-Maurice-de-Rotherens heißen auf Französisch San-Maurio.

## Wirtschaft und Infrastruktur
Saint-Maurice-de-Rotherens ist bis heute ein vorwiegend durch die Landwirtschaft geprägtes Dorf. Rund ein Dutzend größere Höfe sind vor allem auf Rinderproduktion ausgerichtet. Daneben gibt es noch einige wenige Betriebe des lokalen Kleingewerbes. Mittlerweile hat sich das Dorf auch zu einer Wohngemeinde entwickelt. Viele Erwerbstätige sind Wegpendler, die in den größeren Ortschaften der Umgebung und der benachbarten Départements ihrer Arbeit nachgehen.
Die Ortschaft liegt abseits der größeren Durchgangsstraßen und ist erreichbar über eine kleine Departementsstraße, die von der D916 zwischen Saint-Genix-sur-Guiers und Novalaise abzweigt. Der nächste Autobahnanschluss an die A43 (Lyon–Chambéry) befindet sich in 12 Kilometern Entfernung bei Belmont-Tramonet. Als Flughäfen in der Region kommen Lyon-St-Exupéry (Entfernung 70 km) und Chambéry-Savoie (29 km) in Frage.